# Микулашек, Олдржих

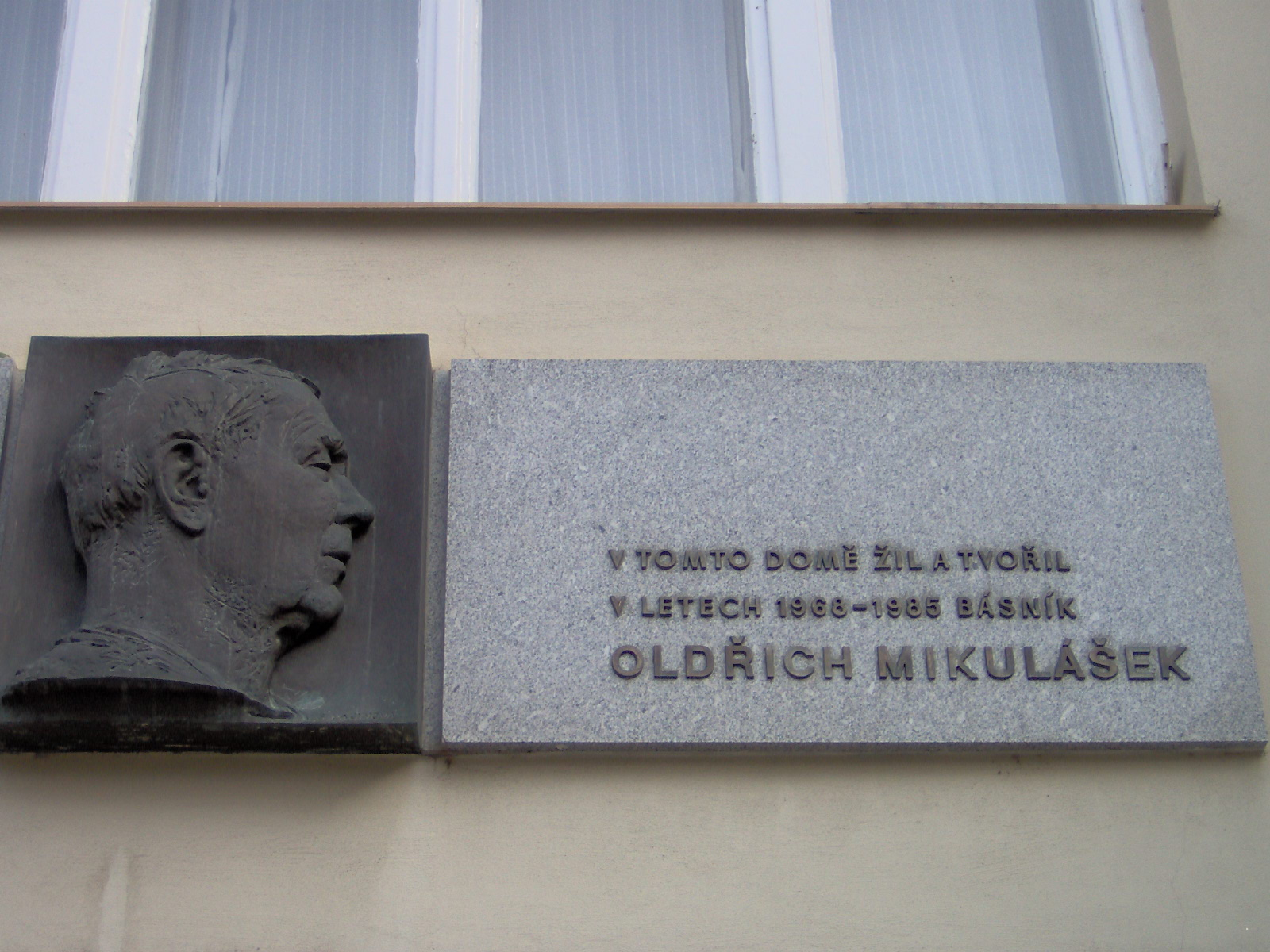
Олдржих Микулашек. Памятная доска в Брно

Олдржих Микулашек (чеш. Oldřich Mikulášek, 26 мая 1910, Пршеров — 13 июля 1985, Брно) — чешский поэт.

## Биография
Родился в Моравии, в семье железнодорожника. Окончил среднюю коммерческую школу, сначала был рабочим и служащим, с 1933 работал на Брненском радио, в 1937 стал редактором газеты «Лидове новины» в Брно. С 1945 по 1948 работает в газете "Равенство", одной из старейших европейских газет.
После войны подружился с Яном Скацелом. Издавал вместе с ним литературный ежемесячный журнал «Гость в дом» («Host do domu») и работал там с 1957 по 1964. В 1965 году берёт творческий отпуск и существует благодаря стипендии Чешского Литературного года. В 1967 году был ранен и вышел на пенсию по инвалидности. После подавления Пражской весны журнал «Host do domu» был в 1969 запрещён, Микулашек до начала 1980-х публиковался лишь в сам- и тамиздате.
Дебютировал в качестве поэта в 1929 году. Во время войны был близок поэтическим тенденциям Группы 42, но не вошёл в неё. 
Женат вторым браком в начале 1950-х, супруга — Вера, редактор на радио, позднее драматург и режиссёр на телевидении в Брно.

## Произведения
- Černý bílý ano ne/ Чёрный — белый, да — нет (1930)
- Marné milování/ Напрасная любовь (1940)
- Krajem táhne prašivec/ По селам шагает слякотный (1957, поэма)
- Ortely a milosti/ Приговоры и милости (1958)
- Svlékání hadů/ Линька змей (1963)
- Šokovaná růže/ Шок-роза (1969, отклик на события 1968)
- Agogh/ Агог (1980, запрещён к публикации, напечатан 1989)
- Žebro Adamovo/ Ребро Адама (1981)
- Velké černé ryby a dlouhý bílý chrt/ Большие чёрные рыбы и длинная белая борзая (1981)
- Sólo pro dva dechy/ Соло для двух дыханий (1983)
- Čejčí pláč/ Чибисовый плач (1984)